# Dasysphaera robecchii
Dasysphaera robecchii är en amarantväxtart som beskrevs av Lopr.. Dasysphaera robecchii ingår i släktet Dasysphaera, och familjen amarantväxter. Inga underarter finns listade i Catalogue of Life.